# 生野警察署
生野警察署（いくのけいさつしょ）は、大阪府警察が管轄する警察署の一つ。
警察署現庁舎老朽化のため、2028年度（令和10年度）完成予定で、勝山南３丁目付近に新庁舎建設予定である。

## 所在地
- 大阪府大阪市生野区勝山北3丁目14番12号
  - 大阪シティバス 生野区役所停留所

## 所轄
- 大阪市生野区

## 交番一覧
- 生野西交番 - 大阪市生野区生野西四丁目14番13号
- 生野東交番 - 大阪市生野区生野東四丁目1番49号
- 今里公園前交番 - 大阪市生野区新今里二丁目12番17号
- 巽西交番 - 大阪市生野区巽西一丁目8番16号
- 巽東交番 - 大阪市生野区巽中三丁目16番15号
- 巽南交番 - 大阪市生野区巽南三丁目7番9号
- 鶴橋交番 - 大阪市生野区鶴橋三丁目3番26号
- 林寺交番 - 大阪市生野区林寺六丁目6番7号
- 腹見交番 - 大阪市生野区小路東五丁目21番7号
- 桃谷交番 - 大阪市生野区桃谷三丁目22番19号